# Enrique Laguerre

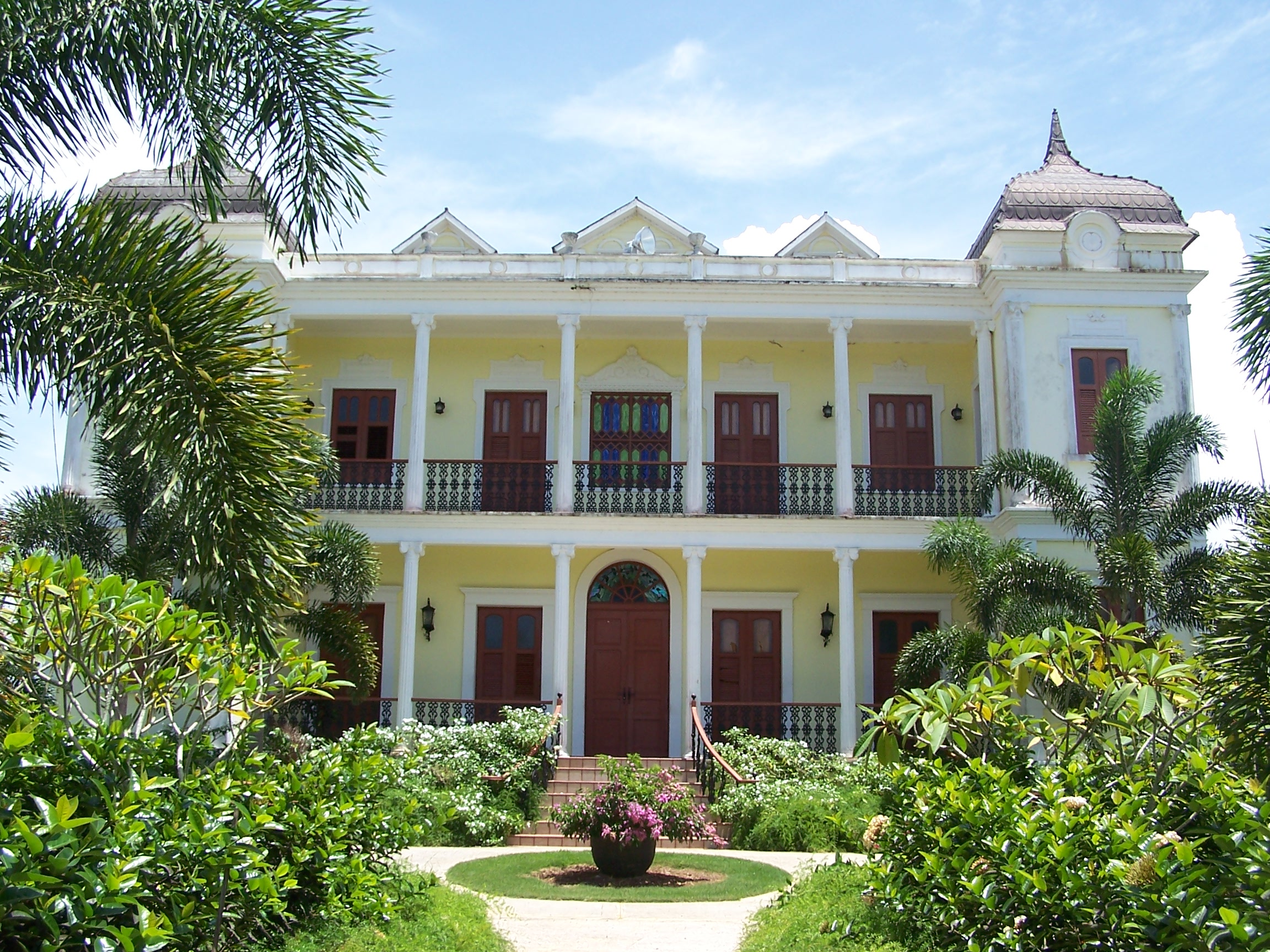
La hacienda Labadie, localizada en Moca. En La Llamarada aparece como la residencia de la familia Moreau.

Enrique Arturo Laguerre Vélez (15 de julio de 1906 - 16 de junio de 2005) fue un novelista, cuentista, maestro, crítico y columnista puertorriqueño. Fue parte de la Generación del Treinta. Nominado al Premio Nobel en el 1999, respaldado por importantes líderes políticos de su país, de diferentes ideologías, que hicieron un paréntesis en sus debates para hacer una atípica alianza en pro de la nominación de Laguerre. Su causa de muerte fue un ataque cardiaco. 

## Biografía
Enrique Laguerre, o como lo llamaban, "señor paz" escritor, nació en Moca el 15 de julio de 1905 en Puerto Rico. Fue inscrito en el Registro Demográfico el 3 de mayo de 1906, un año después de haber nacido. Fue maestro rural mientras estudiaba en la Universidad de Puerto Rico. En 1942 participó en un Certamen Literario del Ateneo Puertorriqueño y publicó sus primeros artículos. Antonio S. Pedreira lo estimuló a que publicara "La Llamarada" en 1935. Mientras estudiaba su maestría, fue director y maestro de escuela y redactó "Solar Montoya". Desde 1951, es parte de la facultad de Estudios Hispánicos de la Universidad de Puerto Rico. "La ceiba en el tiesto" se publicó en 1956. Para los años 60 publicó su drama "La resentida", prueba de que podía cultivar otro género. Publicó en ese tiempo dos novelas: "El laberinto" (1959) y "Cauce sin río: Diario de mi Generación" (1962). En 1975 el Instituto de Cultura Puertorriqueña le otorgó el Premio Nacional de Literatura. En el 1976 publicó la novela "Los amos benévolos". La Fundación Puertorriqueña de las Humanidades lo declaró Humanista del Año en 1985 y fue nominado para el Premio Nobel de Literatura en 1999. En uno de sus escritos, Enrique A. Laguerre dijo: "Cualquiera diría que no me canso. Sigo trabajando como si tuviera otra vida por delante. Quizá me desilusione un poco no haber podido realizar todos los sueños que dan sentido y profundidad a la vida. Pero no creo que sea tarde en todas las partes del mundo...".
Enrique Laguerre falleció en su hogar en el condominio Laguna Gardens, en Carolina, Puerto Rico, a las 8:20 de la mañana del jueves 16 de junio de 2005, víctima de un infarto cardíaco. Sus cenizas reposan en el mausoleo familiar en el Castillo Moreau.

## Obras literarias
- La Llamarada  (1935)
- Solar Montoya (1941)
- 30 de febrero (1943)
- La Resentida (1944)
- La Resaca  (1949)
- Antología de Cuentos Puertorriquenos (1954)
- La Llamada de Pancho Villa (1955)
- La Ceiba en el Tiesto (1956)
- Pulso de Puerto Rico (1956)
- El Laberinto (1959)
- Enrique Laguerre Habla Sobre Nuestras Bibliotecas (1959)
- Cauce sin Río: Diario de mi Generación (1962)
- Obras Completas (1962)
- La Responsabilidad de un Profesor Universitario (1963)
- El Jíbaro de Puerto Rico: Símbolo y Figura (1968)
- La Poesía Modernista en Puerto Rico (1969)
- El Fuego y su Aire (1970)
- Los Amos Benévolos (1976)
- Polos de la Cultura Iberoamericana (1977)
- Infiernos Privados (1986)
- Por Boca de Caracoles (1990)
- Los Gemelos (1992)
- Proa Libre Sobre Mar Gruesa (1995)
- Contrapunto de Soledades (1999)